# Бех-Романчук, Марина Александровна
Марина Александровна Бех-Романчук (укр. Марина Олександрівна Бех-Романчук; род. 18 июля 1995 года, Морозов, Украина) — украинская легкоатлетка, выступающая в прыжках в длину и тройном прыжке. Чемпионка Европы 2022 года в тройном прыжке, чемпионка Европы в помещении 2021 года в прыжке в длину, призёр чемпионата мира 2019 года в прыжке в длину, многократная чемпионка Украины. Участница Олимпийских игр 2016, 2020 и 2024 годов.
В 2018 году вышла замуж за пловца Михаила Романчука.

## Карьера
Дебютировала на международной арене в 2011 году на чемпионате мира среди юношей в Лилле, где заняла пятое место. В этом же году выиграла Европейский юношеский Олимпийский фестиваль в Трабзоне.
На чемпионате мира 2013 года в Москве 18-летняя Бех заняла 25-е место в квалификации прыжков в длину с результатом 6,31 м.
На Олимпиаде 2016 года в Рио-де-Жанейро в квалификации прыгнула на 6,55 м и с 10-го места прошла в финальную часть соревнований. Однако, в финале ей не удалось сделать ни одной зачётной попытки из-за трёх заступов.
1 февраля 2020 года на втором этапе «World Athletics Indoor Tour» в немецком городе Карлсруэ Марина Бех-Романчук показала лучший результат сезона в мире в прыжках в длину в помещении, установив при этом личный рекорд, — 6,92 м. 8 февраля 2020 года на соревнованиях в городе Торунь (Польша) побила свой же личный рекорд в помещении, показав новый рекорд сезона в мире, — 6,96 м. 16 февраля в Глазго (Шотландия) и 20 февраля в Льевене (Франция) Марина победила с результатом 6,90 м. Марина Бех-Романчук стала победительницей сезона World Athletics Indoor Tour в прыжках в длину и получила wild card на зимний чемпионат мира-2021, который должен был состояться в сезоне 2020 в Китае, но из-за вспышки коронавирусной инфекции COVID-19 был перенесён.

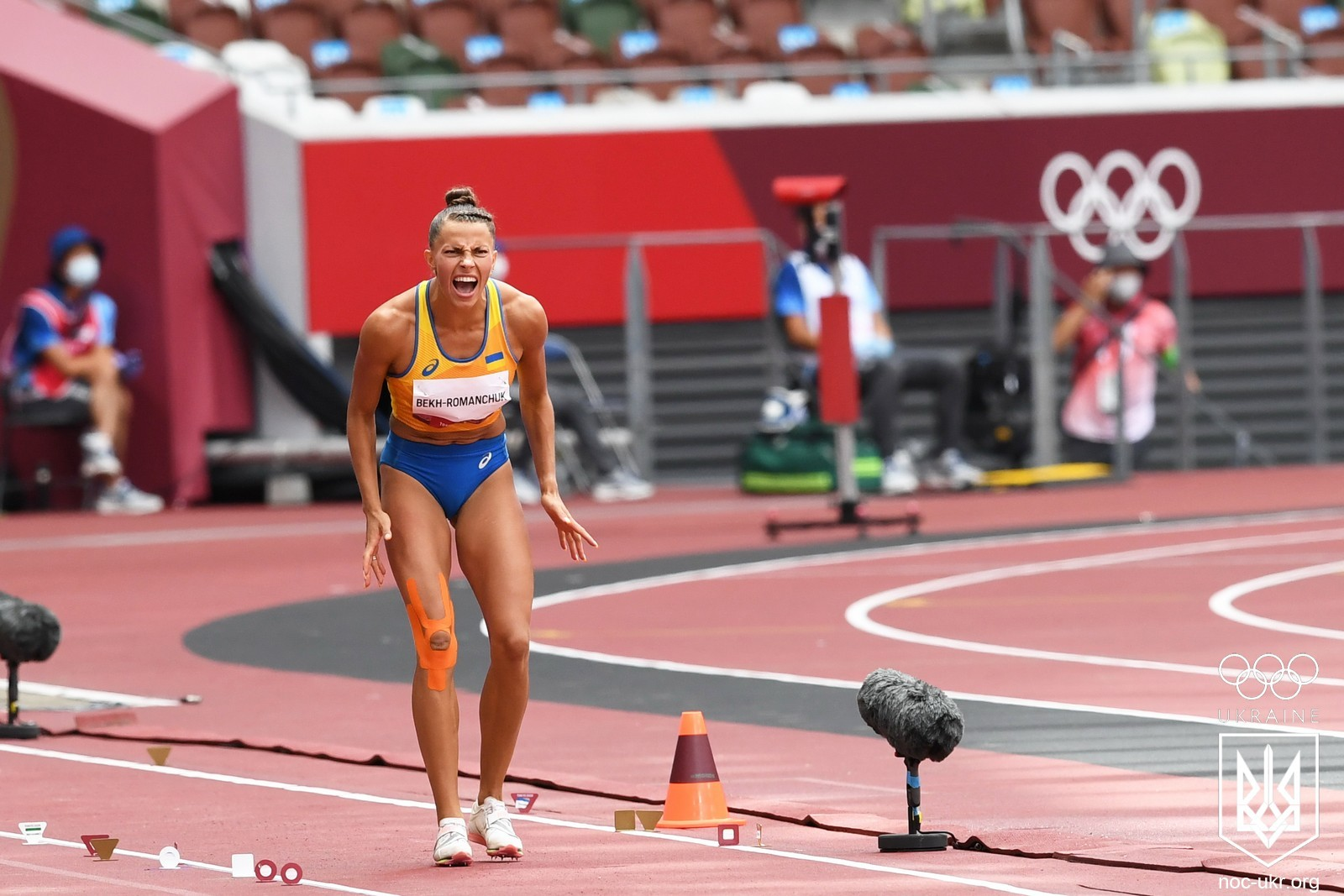
Марина Бех-Романчук на Олимпийских играх 2020 года в Токио

На чемпионате Европы в помещении в польском Торуне в марте 2021 года завоевала золотую медаль по прыжкам в длину с результатом 6,92 метра.
На Олимпийских играх в Токио заняла пятое место в прыжках в длину с результатом 6,88 м, отстав всего на 12 см от чемпионки Малайки Михамбо.
С 2022 года стала выступать на высшем уровне в тройном прыжке и сразу стала одним из мировых лидеров.
На чемпионате мира в помещении 2022 года в Белграде заняла второе место в тройном прыжке с результатом 14,74 м, золото с мировым рекордом 15,74 м выиграла Юлимар Рохас. В прыжках в длину Бех-Романчук заняла шестое место с результатом 6,73 м.
На чемпионате мира 2022 года в Орегоне заняла восьмое место в прыжках в длину (6,82 м) и 11-е место в тройном прыжке (13,91 м).

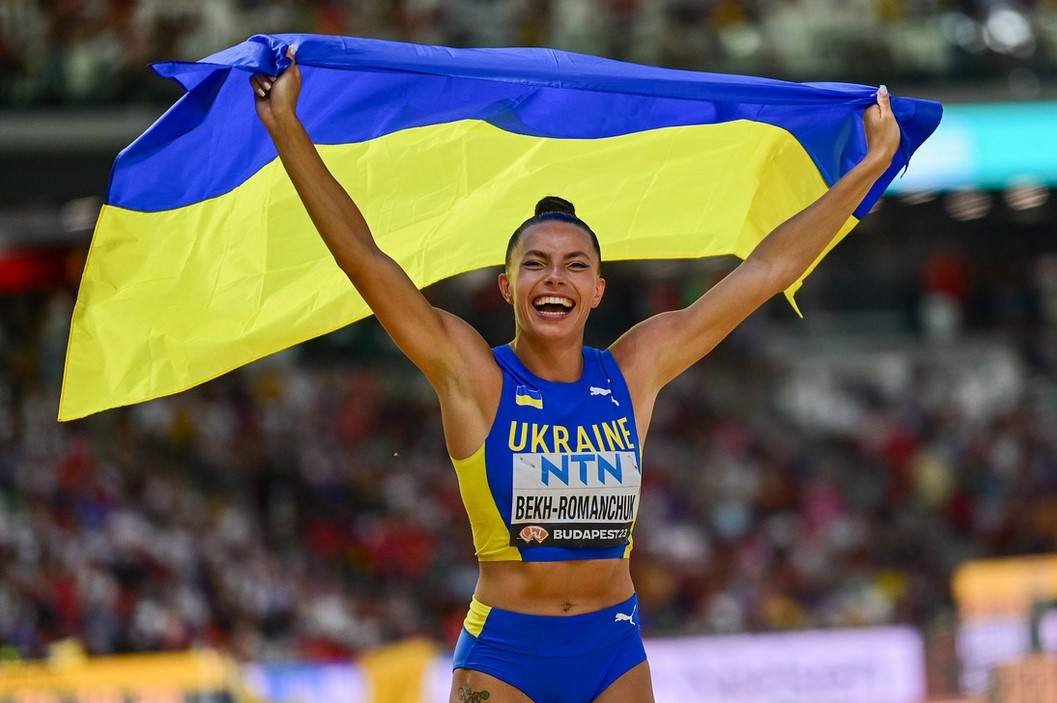
Бех-Романчук празднует завоевание серебряной медали на Чемпионате мира 2023 года

На летнем чемпионате Европы 2022 года в Мюнхене стала чемпионкой в тройном прыжке с личным рекордом 15,02 м. В прыжках в длину в квалификации заняла второе место с результатом 6,87 м. В финале с результатом 6,76 м претендовала на третье место, но в последней попытке Джазмин Сойерс прыгнула на 6,80 м и оставила Бех-Романчук без медали.
В июне 2023 года победила в тройном прыжке на Европейских играх 2023 года. В августе 2023 года завоевала серебряную медаль на Чемпионате мира 2023 года в Будапеште в тройном прыжке. Уже с первой попытки спортсменка смогла прыгнуть на 15.00 метров, что стало вторым лучшим результатом в её карьере и личным рекордом за сезон.
В мае 2025 года была отстранена от соревнований в связи с подозрением на наличие или использование тестостерона. Объявление было сделано незадолго до того, как Бех-Романчук должен был выступить на пятничном этапе Бриллиантовой лиги в Дохе, Катар. Это было бы возвращением Бех-Романчук к соревнованиям после девятимесячного перерыва, поскольку она заняла 11-е место в тройном прыжке среди женщин на Олимпиаде в Париже в августе. Организаторы исключили имя Бех-Романчук из списка участников после уведомления AIU. Марина Бех‑Романчук была дисквалифицирована на четыре года. Она сдала положительную пробу на наличие тестостерона 7 декабря 2024 года во время внесоревновательного периода в городе Хмельницком. 13 мая 2025 года она была отстранена от соревнований. Решение об отстранении приняла Комиссия по добросовестности, занимающаяся рассмотрением допинговых случаев в лёгкой атлетике. Срок её четырехлетней дисквалификации будет исчисляться с этой же даты. Все её результаты с момента сдачи положительной пробы аннулированы.

## Награды
- Орден княгини Ольги II ст. (7 сентября 2023 года) — за достижение высоких спортивных результатов на III Европейских играх в Кракове (Республика Польша), выявленную самоотверженность и волю к победе, подъём международного авторитета Украины[16]
- Орден княгини Ольги III ст. (15 июля 2019 года) — за достижение высоких спортивных результатов на II Европейских играх у г.Минску (Республика Беларусь), проявленные самоотверженность и волю к победе[17].

## Основные результаты
| Год  | Соревнование                                | Место проведения          | Место  | Дисциплина     | Результат |
| ---- | ------------------------------------------- | ------------------------- | ------ | -------------- | --------- |
| 2011 | Чемпионат мира среди юношей                 | Лилль, Франция            | 5      | Прыжки а длину | 6,05 м    |
| 2011 | Европейский юношеский Олимпийский фестиваль | Трабзон, Турция           | 1      | Прыжки а длину | 6,25 м    |
| 2012 | Чемпионат мира среди юниоров                | Барселона, Испания        | 8      | Прыжки а длину | 6,35 м    |
| 2013 | Командный чемпионат Европы                  | Гейтсхед, Великобритания  | 10     | Прыжки а длину | 6,04 м    |
| 2013 | Чемпионат Европы среди юниоров              | Риети, Италия             | 3      | Прыжки а длину | 6,44 м    |
| 2013 | Чемпионат мира                              | Москва, Россия            | 25 (q) | Прыжки а длину | 6,31 м    |
| 2014 | Чемпионат мира среди юниоров                | Юджин, США                | 9      | Прыжки а длину | 5,95 м    |
| 2015 | Чемпионат Европы в помещении                | Прага, Чехия              | 16 (q) | Прыжки а длину | 6,27 м    |
| 2015 | Чемпионат Европы среди молодёжи             | Таллин, Эстония           | 6      | Прыжки а длину | 6,50 м    |
| 2016 | Чемпионат Европы                            | Амстердам, Нидерланды     | 12     | Прыжки а длину | 6,29 м    |
| 2016 | Летние Олимпийские игры                     | Рио-де-Жанейро, Бразилия  | 12     | Прыжки а длину | NM        |
| 2017 | Чемпионат Европы в помещении                | Белград, Сербия           | 7      | Прыжки а длину | 6,59 м    |
| 2017 | Командный чемпионат Европы                  | Лилль, Франция            | 3      | Прыжки а длину | 6,43 м    |
| 2017 | Чемпионат Европы среди молодёжи             | Быдгощ, Польша            | 3      | Прыжки а длину | 6,48 м    |
| 2017 | Чемпионат мира                              | Лондон, Великобритания    | 18 (q) | Прыжки а длину | 6,36 м    |
| 2018 | Чемпионат мира в помещении                  | Бирмингем, Великобритания | 10     | Прыжки а длину | 6,37 м    |
| 2018 | Чемпионат Европы                            | Берлин, Германия          | 2      | Прыжки а длину | 6,73 м    |
| 2019 | Чемпионат Европы в помещении                | Глазго, Великобритания    | 3      | Прыжки а длину | 6,84 м    |
| 2019 | Европейские игры                            | Минск, Белоруссия         | 3      | Прыжки а длину | 6,79 м    |
| 2019 | Универсиада                                 | Неаполь, Италия           | 1      | Прыжки а длину | 6,84 м    |
| 2021 | Чемпионат Европы в помещении                | Торунь, Польша            | 1      | Прыжки а длину | 6,92 м    |
| 2021 | Олимпийские игры                            | Токио, Япония             | 5      | Прыжки а длину | 6,88 м    |
| 2022 | Чемпионат мира в залах                      | Белград, Сербия           | 6      | Прыжки а длину | 6,73 м    |
| 2022 | Чемпионат мира в залах                      | Белград, Сербия           | 2      | Тройной прыжок | 14,76 м   |
| 2022 | Чемпионат мира                              | Юджин, США                | 8      | Прыжки а длину | 6,82 м    |
| 2022 | Чемпионат мира                              | Юджин, США                | 11     | Тройной прыжок | 13,91 м   |
| 2022 | Чемпионат Европы                            | Мюнхен, Германия          | 4      | Прыжки а длину | 6,76 м    |
| 2022 | Чемпионат Европы                            | Мюнхен, Германия          | 1      | Тройной прыжок | 15,02 м   |